# جین (خواننده)

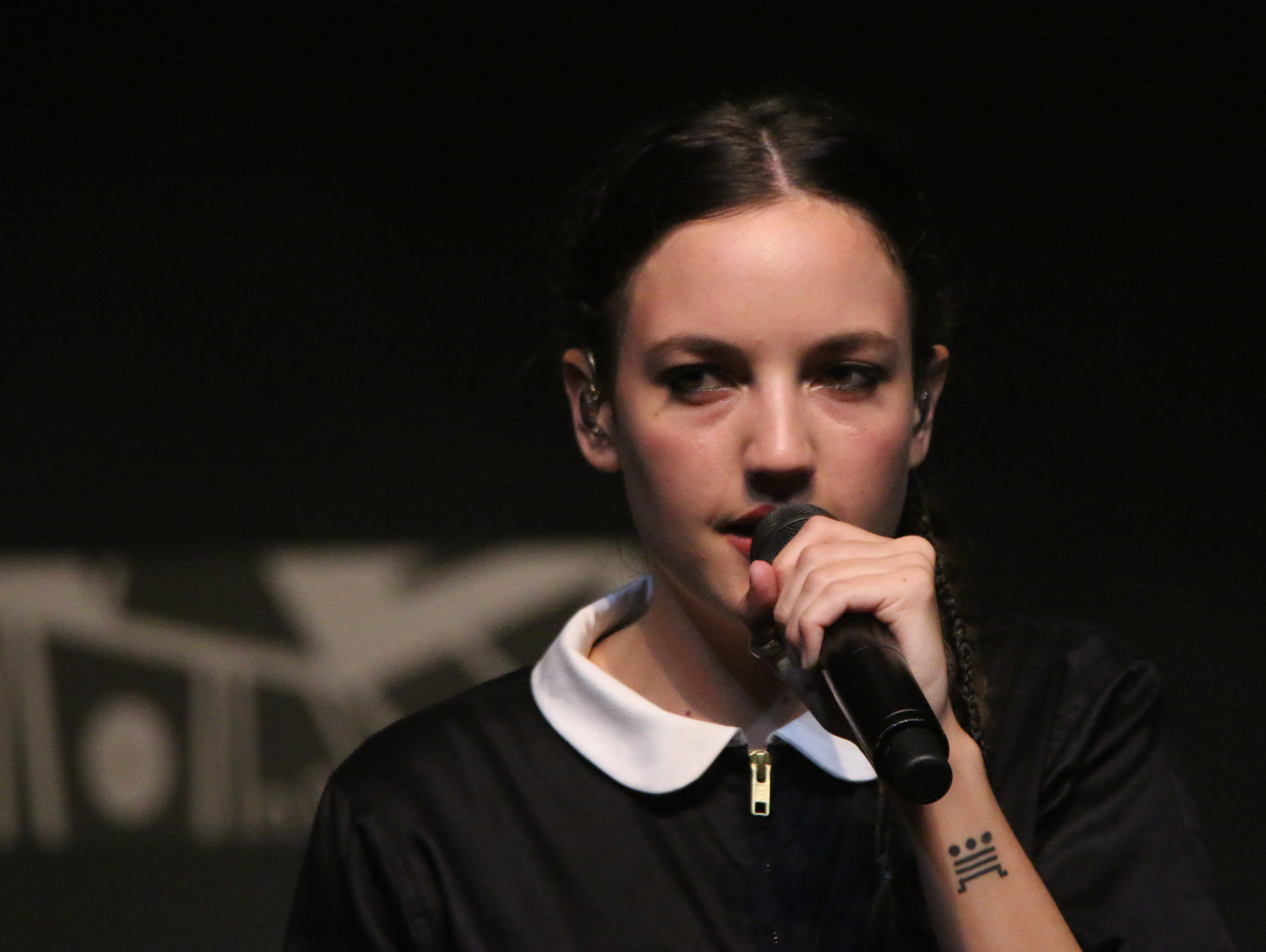
تصویری از ژان لوئیز گالیس در سال 2016

ژان لوئیز گالیس (تلفظ در فرانسوی: [ʒan lwiz ɡalis] ; متولد ۷ فوریه ۱۹۹۲) که بیشتر با نام هنری جین (‎/dʒeɪn/‎) شناخته می‌شود، خواننده، ترانه‌سرا و موسیقیدان فرانسوی است.
جین کار خود را در سال ۲۰۱۳ زمانی که با آقای فلش آشنا شد، شروع کرد که او را با برنامه‌نویسی موسیقی آشنا کرد. او سپس آهنگ‌های نمایشی خود را در مای‌اسپیس منتشر کرد، جایی که Dready، که مدیر قدیمی او باقی ماند، مورد توجه قرار گرفت. یودلیس به او علاقه‌مند بود بنابراین او را به پاریس دعوت کرد. اولین آلبوم او، Zanaka، در ۶ نوامبر ۲۰۱۵ منتشر شد. آلبوم دوم او با نام Souldier در ۲۴ اوت ۲۰۱۸ منتشر شد.

## زندگی‌نامه

### سالهای اولیه
جین در ۷ فوریه ۱۹۹۲ در تولوز فرانسه به دنیا آمد. مادرش نیمی فرانسوی و نیمی مالاگاسی است. جین در ۱۶ سالگی نواختن گیتار را آموخت و با وجود اینکه چپ دست است، نواختن گیتار را به صورت راست دست آموخت.
خانواده او به دلیل موقعیت پدرش در یک شرکت نفت فرانسه به سراسر جهان نقل مکان کردند. او فرانسه را در ۹ سالگی به مقصد دبی ترک کرد، جایی که پدرش در آنجا مستقر است. سپس به مدت چهار سال در کنگو-برازاویل زندگی کرد، که او به دلیل ذوق خود برای ملودی‌های رقص‌انگیز اعتبار می‌دهد. و سپس یک سال را در ابوظبی گذراند، و سپس به پاریس رفت و در آنجا یک دوره مقدماتی پیش دبستانی را آغاز کرد. این سفرها بر سبک موسیقی او تأثیر گذاشت. او همچنین نحوه نواختن درام در پائو، سازهای کوبه ای عربی در خاورمیانه و برنامه‌نویسی موسیقی را در کنگو آموخت.

### شروع‌های شغلی
جین شروع به آهنگسازی آهنگ‌های دمو در
ویرایش
پوینت نوآر، جمهوری کنگو کرد. او در آنجا با آقای فلش آشنا شد که او را با برنامه‌نویسی موسیقی آشنا کرد. او سپس آهنگ‌های نمایشی خود را در مای‌اسپیس منتشر کرد، جایی که Dready مورد توجه قرار گرفت، که مدیر او شد و تا به امروز نیز همین‌طور است. یودلیس نیز این آهنگ‌ها را کشف کرد و جین را دعوت کرد تا در پاریس با او ملاقات کند. آنها شروع به همکاری کردند و یودلیس به راه اندازی حرفه او کمک کرد. نام هنری او برگرفته از جمله ای از فلسفه جینیست است که به آن علاقه دارد «اگر شکست خوردی متأسف نباش و اگر بردی مغرور نباش».
جین یکی از هنرمندان حامی تور Yodelice بود. آنها با هم در برنامه تلویزیونی تاراتاتا در سال ۲۰۱۳ ظاهر شدند و یک کاور دوئت " آهنگ رستگاری " را اجرا کردند.

### Hope EP و Zanaka
Yodelice تهیه‌کننده او شد و روی اولین EP خود، Hope کار کرد. در ۲۲ ژوئن ۲۰۱۵ منتشر شد و شامل چهار آهنگ از جمله تک آهنگ " بیا " بود که با موفقیت قابل توجهی در فرانسه و اسپانیا روبرو شد. یک موزیک ویدیو برای "Come" در ۲ ژوئن ۲۰۱۵ در کانال رسمی YouTube Jain منتشر شد. در نوامبر ۲۰۱۶، "بیاً در فرانسه گواهی الماس دریافت کرد. این آهنگ همچنین توسط کانال تلویزیونی لهستانی پلست به عنوان جنگل استفاده شده است و در سال ۲۰۱۷ در سریال تلویزیونی کمدی ترسناک آمریکایی تحت وب، رژیم غذایی سانتا کلاریتا پخش شد. همچنین در قسمت دوم از فصل اول سریال آمازون هانا به نمایش درآمد.
جین در جشنواره Solidays ۲۰۱۵، جشنواره بزرگ (Biarritz International Groove) در بیاریتز و جشنواره بی باپ اجرا کرد.
در ۲۱ سپتامبر ۲۰۱۵، جین جلد اولین آلبوم خود را به نام Zanaka منتشر کرد. "Zanaka" در مالاگاسی به معنای "کودک" است و این عنوان ادای احترام به مادرش است که اصالت فرانسوی-مالاگاسی دارد. تاریخ انتشار آلبوم ۶ نوامبر ۲۰۱۵ همراه با لیست آهنگ در ۸ اکتبر ۲۰۱۵ اعلام شد. این شامل ۱۰ آهنگ از جمله تک آهنگ‌های "بیاً و " ماکبا " بود. Makeba در تبلیغات Levi's استفاده شد که رقصندگان (شلوار جین پوشیده) را در یک محیط قومی نشان می‌داد. در ۹ اکتبر ۲۰۱۵، دومین آهنگ آلبوم به نام «سر بالا» به عنوان جایزه پیش‌سفارش منتشر شد. در ۱۹ اکتبر ۲۰۱۵ توسط "Hob" دنبال شد. Zanaka در فوریه ۲۰۱۶ برای فروش بیش از ۵۰۰۰۰ نسخه در فرانسه گواهی طلا دریافت کرد. در دسامبر ۲۰۱۸، این الماس در فرانسه برای فروش بیش از ۵۰۰۰۰۰ نسخه گواهی شد. Zanaka بعداً در بریتانیا و ایالات متحده در ۲۱ اکتبر ۲۰۱۶ منتشر شد. قبل از انتشار فیلم‌های «هدز بالا» و «آقای جانسون» به‌عنوان پاداش‌های پیش‌سفارش به‌ترتیب در ۸ اکتبر ۲۰۱۶ و ۱۴ اکتبر ۲۰۱۶ منتشر شد. در سال ۲۰۱۶، او یکی از نامزدهای جوایز ویکتوار د لا موزیک در بخش «آلبوم رونمایی» برای Zanaka بود. در ۲۵ نوامبر ۲۰۱۶، نسخه لوکس Zanaka منتشر شد. آهنگ‌های "City" (در اصل از Hope EP) , "Son of a Sun" و "Dynabeat" و همچنین یک نسخه توسعه یافته از "Come" و دو ریمیکس را اضافه کرد.
یک موزیک ویدیو برای تک آهنگ Makeba در ۳۰ نوامبر ۲۰۱۶ در کانال رسمی YouTube Jain منتشر شد. این موزیک ویدیو نامزد بهترین موزیک ویدیو در شصتمین جوایز سالانه گرمی در سال ۲۰۱۸ شد.
در ۱ فوریه ۲۰۱۷، او «بیا» را در د لیت شو ویت استیون کلبر اجرا کرد. او در ۲۵ آوریل ۲۰۱۷ قطعه "Makeba" را در Later ... با جولز هلند
در ۱۰ ژوئیه ۲۰۱۷، یک موزیک ویدیو برای آهنگ "Dynabeat" در کانال رسمی YouTube Jain منتشر شد.
در ۳ آگوست ۲۰۱۷، او در جشنواره لولاپالوزا شیکاگو اجرا کرد.

### سرباز
در ۲۵ می ۲۰۱۸، " Alright " به عنوان تک آهنگ اصلی از دومین آلبوم استودیویی او Souldier منتشر شد که در ۲۴ اوت ۲۰۱۸ منتشر شد. موزیک ویدیوی "Alright" در ۲۵ ژوئن ۲۰۱۸ منتشر شد. "Alright" در فرانسه به رتبه ۶ رسید و سه هفته را در ۱۰ فیلم برتر سپری کرد. در سال ۲۰۱۸، "Alright" پنجاه و یکمین آهنگ پرفروش سال در فرانسه بود.
عنوان، کاور و لیست آهنگ آلبوم در ۲۹ ژوئن ۲۰۱۸ اعلام شد و به همراه «ستاره» به عنوان جایزه پیش‌سفارش و تک آهنگ تبلیغاتی برای پیش‌سفارش در دسترس قرار گرفت. عنوان آلبوم بازی با کلمات بین «سرباز» و «روح» است. آهنگ «ستاره» دربارهٔ جایگاه زنان جوان در صنعت موسیقی است. در ۱۷ اوت ۲۰۱۸ "Souldier" به عنوان دومین تک آهنگ تبلیغاتی آلبوم منتشر شد. این آهنگ از تیراندازی در کلوپ شبانه اورلاندو الهام گرفته شده است و سربازی را توصیف می‌کند که به دنبال رستگاری است. این آلبوم یک موفقیت تجاری بود، به ویژه در زادگاه جین، فرانسه، جایی که در صدر جدول قرار گرفت و بیش از ۲۰۰۰۰۰ نسخه فروخت. علاوه بر این، Souldier چهل و پنجمین آلبوم پرفروش سال ۲۰۱۸ در فرانسه بود.
در ۸ اکتبر ۲۰۱۸، "Oh Man" به عنوان دومین تک آهنگ آلبوم منتشر شد. موزیک ویدیوی این آهنگ در ۲۱ دسامبر ۲۰۱۸ منتشر شد. این فیلم در موزه ملی هنر کاتالونیا فیلمبرداری شده است.
در آوریل ۲۰۱۹، جین در کوچلا (جشنواره) اجرا کرد. در ۱۹ آوریل ۲۰۱۹، او تک آهنگ «گلوریا» را منتشر کرد. این آهنگ شکوه را به تصویر می‌کشد و آن را به عنوان چیزی توصیف می‌کند که می‌کوشد جذابیت کند و توجه را از آنچه ضروری است منحرف کند. رولینگ استون آن را به عنوان «یک آهنگ رقص شاد که خطرات شهرت را توصیف می‌کند و وفادار بودن به خلاقیت خود را ترویج می‌کند» توصیف کرد. در ۷ ژوئن ۲۰۱۹، جین در مراسم افتتاحیه جام جهانی فوتبال زنان ۲۰۱۹، "گلوریاً و همچنین " Makeba " و "Heads Up" را اجرا کرد.

### احمق
در ۲۱ آوریل ۲۰۲۳، او سومین آلبوم خود را با نام The Fool منتشر کرد.

## دیسکوگرافی

### نمایشنامه‌های تمدید شده
| عنوان | جزئیات بیشتر بازی                                                      |
| ----- | ---------------------------------------------------------------------- |
| امید  | - تاریخ انتشار: ۲۲ ژوئن ۲۰۱۵ - برچسب: Spookland - فرمت: دانلود دیجیتال |

### تک آهنگ‌های تبلیغاتی
| عنوان         | سال  | موقعیت‌های اوج | موقعیت‌های اوج | فروش                            | گواهینامه‌ها | آلبوم |
| عنوان         | سال  | FRA پایین.    | BEL (WA)      | فروش                            | گواهینامه‌ها | آلبوم |
| ------------- | ---- | ------------- | ------------- | ------------------------------- | ----------- | ----- |
| "سر بالا"     | ۲۰۱۵ | ۱۰۱           | ۵۴            | - جهان: ۲۰۲۰۰۰ - فرانسه: ۱۰۰۰۰۰ | - SNEP: طلا | زناکا |
| "هاب"         | ۲۰۱۵ | -             | -             |                                 |             | زناکا |
| "آقای جانسون" | ۲۰۱۶ | -             | -             | - در سراسر جهان: ۱۲۰۰۰۰+        |             | زناکا |
| "ستاره"       | ۲۰۱۸ | -             | -             |                                 |             | سرباز |
| "سرباز"       | ۲۰۱۸ | -             | -             |                                 |             | سرباز |

### دیگر آهنگ‌های نمودار شده
| عنوان       | سال  | موقعیت‌های اوج | آلبوم |
| عنوان       | سال  | FRA           | آلبوم |
| ----------- | ---- | ------------- | ----- |
| "امید"      | ۲۰۱۵ | ۸۷            | زناکا |
| "در راه من" | ۲۰۱۸ | ۱۸۴           | سرباز |

### سایر ظواهر
| عنوان           | سال  | سایر اجراکنندگان                               | موقعیت‌های اوج | آلبوم           |
| عنوان           | سال  | سایر اجراکنندگان                               | BEL (WA)      | آلبوم           |
| --------------- | ---- | ---------------------------------------------- | ------------- | --------------- |
| "L'âme au Mali" | ۲۰۱۷ | تومانی دیاباته سیدیکی دیاباته -M- آمادو و مریم | -             | لامومالی        |
| "کنیا"          | ۲۰۱۷ | جعلی                                           | ۹۵            | کارماپرانا – EP |